# Ali Bin Nasser
Ali Bin Nasser (2 marzo 1944) è un ex arbitro di calcio tunisino.
Noto anche come Ali Bennaceur, dopo essere diventato internazionale dal 1976, diresse al Campionato mondiale di calcio 1986 Polonia-Portogallo, durante il primo turno, e il quarto di finale Argentina-Inghilterra, vinto dai sudamericani per 2-1 con doppietta di Diego Armando Maradona; durante l'incontro convalidò il primo gol argentino nonostante Maradona avesse segnato con la mano. Non intervenne in suo aiuto il guardalinee bulgaro Bogdan Dotchev. Quel gesto è passato alla storia con il termine Mano de Dios.
In carriera ha diretto anche due finali della Coppa d'Africa: nel 1984 Camerun-Nigeria e nel 1986 Egitto-Camerun, prendendo parte anche all'edizione del 1988.
Vanta anche la partecipazione al Campionato mondiale di calcio Under-20 del 1985, svoltosi in URSS, dove assiste con funzioni di guardalinee l'arbitro della finale (lo scozzese Syme).